# Dolmen von Oberbipp

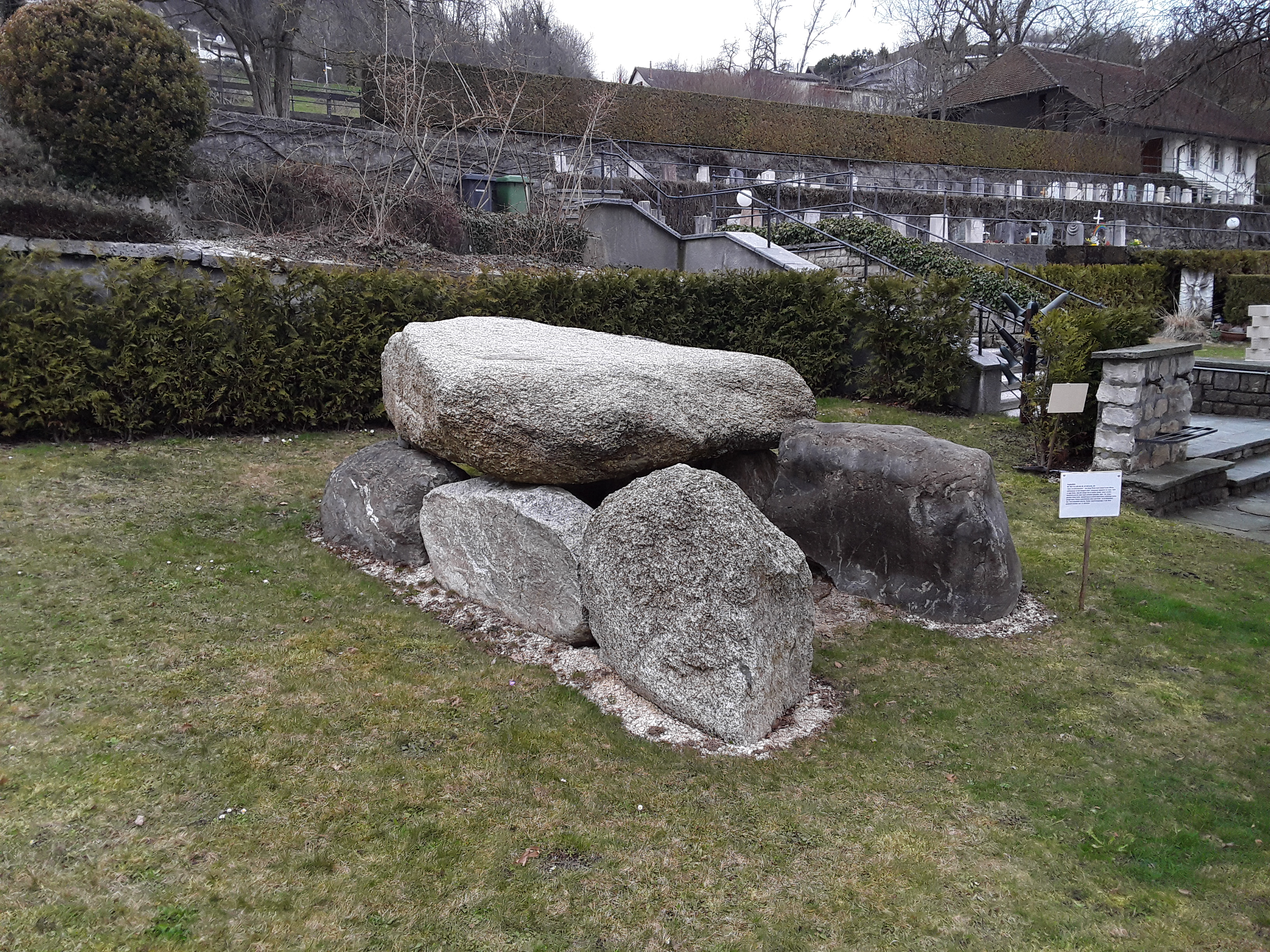
Dolmen von Oberbipp

Der Dolmen von Oberbipp im Kanton Bern in der Schweiz wurde 2011 entdeckt, als sich eine grosse Granitplatte in einer Weide bei näheren Untersuchungen als die Deckenplatte eines neolithischen Kollektivgrabes erwies. Der in der Oberbipper Steingasse (⊙) gefundene Dolmen gehört zu einem in der Schweiz seltenen Gräbertyp der Horgener Kultur (3400–2850 v. Chr.)
Die Megalithanlage aus der zweiten Hälfte des 4. Jahrtausends v. Chr. ist in grossen Teilen intakt. Die Deckplatte ist ein rechteckiger, sechs Quadratmeter grosser und einen Meter starker, zwei mal drei Meter messender Findling, der auf mehreren Tragsteinen aus Granit aufliegt. Römische und mittelalterliche Funde aus den anschliessenden Schichten belegen, dass der Deckstein mindestens bis ins 13. Jahrhundert sichtbar war.
Durch eine Sedimentschicht geschützt, aus der nur ein kleines Stück der Deckplatte herausragte, überdauerte die Anlage die Jahrhunderte. Das Sediment der Umgebung lagerte sich bei verschiedenen Hochwasserereignissen des in der Nähe fliessenden Mühlebachs während der letzten sieben Jahrhunderte ab. Unterspülungen dürften der Grund dafür sein, dass zwei der Tragsteine unter der Deckplatte verschoben sind. Es wurden die Knochen von etwa 30 Bestatteten und einige Artefakte gefunden.
Der Dolmen wurde nach Abschluss der Grabung auf den Kirchhof von Oberbipp versetzt (⊙).
In der Nähe befindet sich der Freistein bei Attiswil.